# 몽마르트 언덕의 상투
"몽마르트 언덕의 상투"는 1987년에 개봉한 대한민국의 영화이다.

## 캐스팅
- 정동환 : 진호 역
- 안소영
- 이진경
- 장두식
- 필립 프레스꼬
- 르붸 리디
- 두포르 에리끄
- 비세 꼬리느